# Fritz Albert Lipmann
Fritz Albert Lipmann, nemško-ameriški biokemik, nobelovec, * 12. junij 1899, Königsberg, Prusija (zdaj Kaliningrad, Rusija), † 24. julij 1986, Poughkeepsie, New York, Združene države Amerike.
Posvečal se je mehanizmom intermediarne presnove, ki delujejo kot povezava med presnovo in energetiko organizma. Za odkritje koencima A, ključnega elementa pri pretvorbi hranil v energetsko bogate založne snovi, je leta 1953 prejel Nobelovo nagrado za fiziologijo ali medicino. Delil si jo je s Hansom Adolfom Krebsom, ki je razvozlal zaporedje reakcij pretvorbe, kasneje po njem poimenovano Krebsov cikel.

## Življenjepis
Rodil se je konec 19. stoletja v družini odvetnika v Königsbergu, takratnem glavnem mestu Vzhodne Prusije. Hanzeatsko mesto je imelo zaradi bližine meje z Rusijo strateški pomen za državo, kar se je med drugim odražalo tudi v razvitosti mestne univerze. Med odraščanjem ga je prizadela smrt strica, na katerega je bil zelo navezan, za razlitjem slepiča, poleg tega mu je oče rekel, da za odvetnika »ni dovolj pokvarjen«. Zato je po končani gimnaziji vpisal študij medicine na Univerzi v Königsbergu. Leta 1917 se je prepisal na Univerzo v Münchnu in bil naslednje leto vpoklican kot vojaški zdravnik ter deloval blizu frontnih črt med prvo svetovno vojno. Po vojni je pomagal skrbeti za obolele med epidemijo gripe v rodnem mestu, nato pa se je vrnil v München.
Na predlog staršev je izbral patologijo za predmet, ob njem pa še trimesečni kurz biokemije, ki ga je predaval znameniti Peter Rona na Humboldtovi univerzi v Berlinu. Odločitev je bila nenavadna, saj biokemija v tem času ni imela ugleda samostojne znanstvene discipline, toda Lipmann se je nad kemijo navdušil že v Königsbergu. Zaradi nestabilne politične in ekonomske situacije v domovini je odšel na raziskovalni obisk k Ernstu Laqueurju na Univerzo v Amsterdamu, kjer se je dokončno odločil postati biokemik. Z Rono je leta 1924 nato objavil znanstven članek o koloidni kemiji, ki ga je Humboldtova univerza sprejela kot diplomsko delo. Da bi izboljšal znanje kemije, se je udeležil predavanj Hansa Meerweina z Inštituta cesarja Viljema za biologijo v Berlinu. Pod njim je nato študiral kemijo in doktoriral leta 1927.
Najbolj so ga zanimali vmesni produkti presnove, zato je z očetovo finančno pomočjo tri leta deloval kot raziskovalec v laboratoriju Otta Meyerhofa na Inštitutih cesarja Viljema, kjer je takrat potekala živahna in plodovita raziskovalna aktivnost. Z Meyerhofom je raziskoval krčenje mišic in ob pomoči Einarja Lundsgaarda, ki se je medtem pridružil skupini, dokazal, da ob odsotnosti kisika v mišici pride do hidrolize kreatinin fosfata, ki predstavlja alternativen vir fosforilnih skupin za tvorbo ATP, ta pa je vir energije za krčenje. To delo in raziskave učinka fluoridnega iona, ki inhibira glikolizo ter s tem krčenje mišic, je opisal v treh znanstvenih člankih, na podlagi katerih je prejel doktorat.
V tem času se je gibal tudi v krogih slikarjev in gledališčnikov, med drugim v družbi brata, ki se je priselil v Berlin in deloval kot scenarist. Leta 1929 je spoznal svojo bodočo ženo, modno ilustratorko Elfried (Fredo) Hall, blizu pa si je bil tudi s slikarko Friedel Sebba. Po letu 1929 zanj pri Meyerhofu ni bilo več priložnosti. Leta 1930 je nato dobil položaj asistenta pri Albertu Fischerju na Inštitutu cesarja Viljema za biologijo in začel preučevati rast celic v kulturi ter se naučil pomembnih tehnik za študijo celične presnove. Fischerju, ki je s financiranjem Rockefellerjevega in Carlsbergovega sklada vzpostavil laboratorij v Københavnu, je sledil na Dansko, kar je bila za oba ugodna okoliščina, saj se je v Nemčiji ta čas krepil nacizem. Lipmann se je posvetil Pasteurjevemu učinku, ki regulira metabolne poti razgradnje glukoze pri kvasovkah, a brez uspeha, leta 1937 pa se je preusmeril na vprašanje oksidacije piruvata pri bakterijah in razvozlal proces, zdaj znan kot oksidativna fosforilacija.
Kolegi so ga takrat posvarili, da postaja tudi na Danskem situacija zanj nevarna, zato je emigriral v Združene države Amerike kot raziskovalec v laboratoriju kasnejšega nobelovca Vincenta du Vigneauda na medicinski fakulteti Univerze Cornell. Na Cornellu, kjer je raziskoval kemijsko zgradbo bakterijskih antibiotikov, je ostal do leta 1941. Plod njegovega takratnega teoretskega razmišljanja je znameniti pregledni članek »Metabolic generation and utilization of phosphate bond energy«, v katerem je uvedel simbol ~P za fosfatno skupino, ki jo je prepoznal kot gonilno silo v številnih biokemičnih procesih. Leta 1941 je dobil položaj raziskovalca na oddelku za kirurgijo Splošne bolnišnice Massachusettsa v Bostonu. Tam je odkril, da je pri acetilaciji v procesu razgradnje aromatskih amidov udeležen kofaktor. Njegov in drugi laboratoriji so v naslednjih letih razvozlali zgradbo spojine, ki jo je Lipmann prvi izoliral in poimenoval koencim A (CoA). Kasnejše raziskave so potrdile, da gre za enega najpomembnejših gradnikov celične presnove, ki veže acilno skupino kot končni produkt razgradnje sladkorjev in maščob ter sodeluje pri njihovi pretvorbi v energijo. S CoA se je ukvarjal do zgodnjih 1950. let. Pred tem, leta 1944, je postal naturalizirani ameriški državljan, leta 1949 pa je odšel na medicinsko fakulteto Univerze Harvard, kjer je bil imenovan za profesorja biokemije.
Od leta 1957 je deloval kot profesor in raziskovalec na Rockefellerjevem inštitutu (zdaj Univerza Rockefeller). Preusmeril se je v raziskave biosinteze, ki jo katalizira fosfatna skupina. Od preprostejših spojin je kmalu prešel na vprašanje sinteze beljakovin in prispeval nekaj gradnikov k razumevanju tega procesa. Leta 1971 je izdal zbirko avtobiografskih esejev Wanderings of a biochemist, v kateri je opisal svojo raziskovalno pot. Vitalen in aktiven v znanosti je ostal tudi po upokojitvi leta 1970, ko je dobil naziv zaslužnega profesorja na Rockefellerjevem inštitutu, praktično do svoje smrti v 88. letu starosti.

## Priznanja
Leta 1953 je prejel polovico Nobelove nagrade za fiziologijo ali medicino, za odkritje koencima A in njegovega pomena v intermediarnem metabolizmu. Drugo polovico je prejel Hans Adolf Krebs za odkritje Krebsovega cikla, pri katerem je kofaktor A ravno tako ključen element.
Nekaj let pred tem je bil Lipmann sprejet za člana Nacionalne akademije znanosti ZDA, leta 1960 pa je iz rok takratnega predsednika Lyndona B. Johnsona prejel tudi nacionalno medaljo znanosti v kategoriji bioloških znanosti. Poleg tega mu je svoja priznanja podelilo več strokovnih združenj, med drugim Ameriško nutricionistično društvo.